# ÑuSat
ÑuSat (исп. ÑuSat, иногда переводится на английский язык как NewSat) — серия аргентинских коммерческих спутников дистанционного зондирования Земли. Спутники образуют группировку Алеф-1 (англ. Aleph-1), которая спроектирована, построена и эксплуатируется компанией Satellogic .

## Обзор

### Дизайн спутников
Спутники в группировке имеют одинаковый размер и массу — 51×57×82 см, 37,5 кг. Спутники оснащены системой формирования изображения, работающей в видимом и инфракрасном диапазонах. Группировка позволит получать коммерчески доступные изображения и видео Земли в режиме реального времени с разрешением земли 1 м. Спутники были разработаны на основе опыта, полученного на прототипе спутника BugSat 1 (Tita). Для связи с Землёй используется U/V транспондер с выходной мощностью 2 Вт для нисходящей линии связи на частоте 8 ГГц и восходящей линии связи на частоте 2 ГГц, работающий на полосе пропускания 100 кГц.

#### BugSat 1
BugSat 1 (Tita, NSSDC ID:2014-033E, SCN:40014) — технологическая демонстрационная миссия для спутников ÑuSat. Спутник был запущен 19 июня 2014 года российской ракетой-носителем «Днепр» с космодрома Ясный (Домбаровский). Он представляет собой микроспутник массой 22 кг с габаритными размерами 27,5×50×50 см. Миссия тестирует ряд специально разработанных компонентов: три антенны, систему камер среднего разрешения, приёмник GPS, радиостанцию УВЧ на основе компонентов COTS и радиостанцию C-диапазона на основе компонентов COTS, предназначенных для наземной эксплуатации IEEE 802.11a. Кроме того, после завершения основного этапа миссии спутник будет предоставлять услуги цифрового радиовещания для сообщества радиолюбителей.

### Миссии
Группировка Aleph-1 будет состоять из более чем 300 спутников. Первые два спутника ÑuSat 1 и 2 были запущены в качестве дополнительной полезной нагрузки на китайской ракете «Чанчжэн-4B» в мае 2016 года с космодрома Тайюань на Солнечно-синхронную орбиту высотой 500 км с наклонением 97,5°. Третий спутник ÑuSat 3 был запущен в качестве дополнительной полезной нагрузки на ракете-носителе «Чанчжэн-4B» в июне 2017 года с космодрома Цзюцюань. Четвёртый и пятый спутники ÑuSat 4 и 5 были запущены в качестве дополнительных на ракете «Чанчжэн-2D» в феврале 2018 года. Спутники ÑuSat 7 и 8 были запущены в качестве дополнительных на ракете «Чанчжэн-2D» в январе 2020 года. Шестой спутник ÑuSat 6 был запущен в рамках совместной миссии на ракете «Вега» в сентябре 2020 года с пускового комплекса ELA-1 космодрома Куру. Спутники ÑuSat 9-18 были запущены на ракете-носителе «Чанчжэн-6» 6 ноября 2020 года. Спутники ÑuSat 9-18 были запущены на ракете «Чанчжэн-6» в ноябре 2020 года. Спутники ÑuSat 19-31 были запущены на ракетах Falcon 9 Block 5 со стартового комплекса SLC-40 на Мысе Канаверал. Спутники ÑuSat 19-22 в миссии совместного использования Transporter-2 в июне 2021 года, ÑuSat 23-27 — Transporter-4 в апреле 2022 года, ÑuSat 28-31 — Transporter-5 в мае 2022 года.

## Список спутников
Хотя спутники официально называются ÑuSat, у каждого спутника есть псевдоним — традиция Satellogic, восходящая к самому первому спутнику Fresco.
| Название                                   | Псевдоним    | NSSDC ID   | SCN   | Назван в честь                          | Дата запуска             | Ракета-носитель  | Результат |
| ------------------------------------------ | ------------ | ---------- | ----- | --------------------------------------- | ------------------------ | ---------------- | --------- |
| ÑuSat 1 (Aleph-1 1, Lusat-OSCAR 87, LO 87) | Fresco       | 2016-033B  | 41557 | кесо фреско (исп. queso fresco)         | 30 мая 2016              | «Чанчжэн-4B»     | Успех     |
| ÑuSat 2 (Aleph-1 2)                        | Batata       | 2016-033C  | 41558 | дульсе де батата (исп. dulce de batata) | 30 мая 2016              | «Чанчжэн-4B»     | Успех     |
| ÑuSat 3 (Aleph-1 3)                        | Milanesat    | 2017-034C  | 42760 | миланеса (исп. milanesa)                | 15 июня 2017             | «Чанчжэн-4B»     | Успех     |
| ÑuSat 4 (Aleph-1 4)                        | Ada          | 2018-015D  | 43195 | Ада Лавлейс                             | 2 февраля 2018           | «Чанчжэн-2D»     | Успех     |
| ÑuSat 5 (Aleph-1 5)                        | Maryam       | 2018-015K  | 43204 | Мариам Мирзахани                        | 2 февраля 2018           | «Чанчжэн-2D»     | Успех     |
| ÑuSat 6 (Aleph-1 6)                        | Hypatia      | 2020-061A  | 46272 | Гипатия                                 | 3 сентября 2020          | «Вега»           | Успех     |
| ÑuSat 7 (Aleph-1 7)                        | Sophie       | 2020-003B  | 45017 | Софи Жермен                             | 15 января 2020           | «Чанчжэн-2D»     | Успех     |
| ÑuSat 8 (Aleph-1 8)                        | Marie        | 2020-003C  | 45018 | Мария Склодовская-Кюри                  | 15 января 2020           | «Чанчжэн-2D»     | Успех     |
| ÑuSat 9 (Aleph-1 9)                        | Alice        | 2020-079B  | 46828 | Элис Болл                               | 6 ноября 2020, 03:19 UTC | «Чанчжэн-6»      | Успех     |
| ÑuSat 10 (Aleph-1 10)                      | Caroline     | 2020-079F  | 46832 | Каролина Гершель                        | 6 ноября 2020, 03:19 UTC | «Чанчжэн-6»      | Успех     |
| ÑuSat 11 (Aleph-1 11)                      | Cora         | 2020-079C  | 46829 | Кора Ратто                              | 6 ноября 2020, 03:19 UTC | «Чанчжэн-6»      | Успех     |
| ÑuSat 12 (Aleph-1 12)                      | Dorothy      | 2020-079A  | 46827 | Дороти Вон                              | 6 ноября 2020, 03:19 UTC | «Чанчжэн-6»      | Успех     |
| ÑuSat 13 (Aleph-1 13)                      | Emmy         | 2020-079G  | 46833 | Эмми Нётер                              | 6 ноября 2020, 03:19 UTC | «Чанчжэн-6»      | Успех     |
| ÑuSat 14 (Aleph-1 14)                      | Hedy         | 2020-079E  | 46831 | Хеди Ламарр                             | 6 ноября 2020, 03:19 UTC | «Чанчжэн-6»      | Успех     |
| ÑuSat 15 (Aleph-1 15)                      | Katherine    | 2020-079D  | 46830 | Кэтрин Джонсон                          | 6 ноября 2020, 03:19 UTC | «Чанчжэн-6»      | Успех     |
| ÑuSat 16 (Aleph-1 16)                      | Lise         | 2020-079P  | 46840 | Лиза Мейтнер                            | 6 ноября 2020, 03:19 UTC | «Чанчжэн-6»      | Успех     |
| ÑuSat 17 (Aleph-1 17)                      | Mary         | 2020-079J  | 46835 | Мэри Джексон                            | 6 ноября 2020, 03:19 UTC | «Чанчжэн-6»      | Успех     |
| ÑuSat 18 (Aleph-1 18)                      | Vera         | 2020-079K  | 46836 | Вера Рубин                              | 6 ноября 2020, 03:19 UTC | «Чанчжэн-6»      | Успех     |
| ÑuSat 19 (Aleph-1 19)                      | Rosalind     | 2021-059AC | 48905 | Розалинд Франклин                       | 30 июня 2021, 19:31 UTC  | Falcon 9 Block 5 | Успех     |
| ÑuSat 20 (Aleph-1 20)                      | Grace        | 2021-059AU | 48921 | Грейс Хоппер                            | 30 июня 2021, 19:31 UTC  | Falcon 9 Block 5 | Успех     |
| ÑuSat 21 (Aleph-1 21)                      | Elisa        | 2021-059AT | 48920 | Элиза Бахофен                           | 30 июня 2021, 19:31 UTC  | Falcon 9 Block 5 | Успех     |
| ÑuSat 22 (Aleph-1 22)                      | Sofya        | 2021-059AS | 48919 | Софья Ковалевская                       | 30 июня 2021, 19:31 UTC  | Falcon 9 Block 5 | Успех     |
| ÑuSat 23 (Aleph-1 23)                      | Annie        | 2022-033M  | 52168 | Энни Маундер                            | 1 апреля 2022, 16:24 UTC | Falcon 9 Block 5 | Успех     |
| ÑuSat 24 (Aleph-1 24)                      | Kalpana      | 2022-033X  | 52178 | Калпана Чавла                           | 1 апреля 2022, 16:24 UTC | Falcon 9 Block 5 | Успех     |
| ÑuSat 25 (Aleph-1 25)                      | Maria        | 2022-033Q  | 52171 | Мария Телькеш                           | 1 апреля 2022, 16:24 UTC | Falcon 9 Block 5 | Успех     |
| ÑuSat 26 (Aleph-1 26)                      | Mary         | 2022-033AD | 52184 | Мэри Сомервилль                         | 1 апреля 2022, 16:24 UTC | Falcon 9 Block 5 | Успех     |
| ÑuSat 27 (Aleph-1 27)                      | Sally        | 2022-033R  | 52172 | Салли Райд                              | 1 апреля 2022, 16:24 UTC | Falcon 9 Block 5 | Успех     |
| ÑuSat 28 (Aleph-1 28)                      | Alice Lee    | 2022-057R  | 52747 |                                         | 25 мая 2022, 18:35 UTC   | Falcon 9 Block 5 | Успех     |
| ÑuSat 29 (Aleph-1 29)                      | Edith Clarke | 2022-057AJ | 52764 |                                         | 25 мая 2022, 18:35 UTC   | Falcon 9 Block 5 | Успех     |
| ÑuSat 30 (Aleph-1 30)                      | Margherita   | 2022-057S  | 52748 |                                         | 25 мая 2022, 18:35 UTC   | Falcon 9 Block 5 | Успех     |
| ÑuSat 31 (Aleph-1 31)                      | Ruby Payne-S | 2022-057W  | 52752 |                                         | 25 мая 2022, 18:35 UTC   | Falcon 9 Block 5 | Успех     |

## Галерея
- Маурисио Макри вместе с директорами Satellogic после запуска Fresco и Batata
- Вид на Буэнос-Айрес с одного из спутников ÑuSat

### Комментарии
1. ↑  Первый аргентинский коммерческий малый спутник
2. ↑  Вместе с Batata, образуют традиционный аргентинский десерт «Fresco y Batata»
3. ↑  Вместе с Fresco, образуют традиционный аргентинский десерт «Fresco y Batata»
4. ↑  Псевдоним предложен пользователем Reddit